# Avderød
|  | Avderød har også været stavet med u. Se Auderød for bebyggelsen ved Frederiksværk |
Avderød er en landsby, som ligger i Karlebo Sogn i Fredensborg Kommune.
I landsbyens rytterskole har Karlebo Lokalhistoriske Forening indrettet et lokalhistorisk museum, Fredensborg Lokalhistoriske Museum .
I Avderød bor der 50-100 mennesker, og der ligger cirka 25 huse.

## Ekstern henvisning
- Avderød Landsbylaug

|  | Denne artikel om lokaliteten Avderød kan blive bedre, hvis der indsættes et (bedre) billede. Du kan hjælpe ved at afsøge Wikimedia Commons for et passende billede eller lægge et op på Wikimedia Commons med en af de tilladte licenser og indsætte det i artiklen. |

55°55′3.64″N 12°26′7.11″Ø / 55.9176778°N 12.4353083°Ø